# إدارة الابتكار

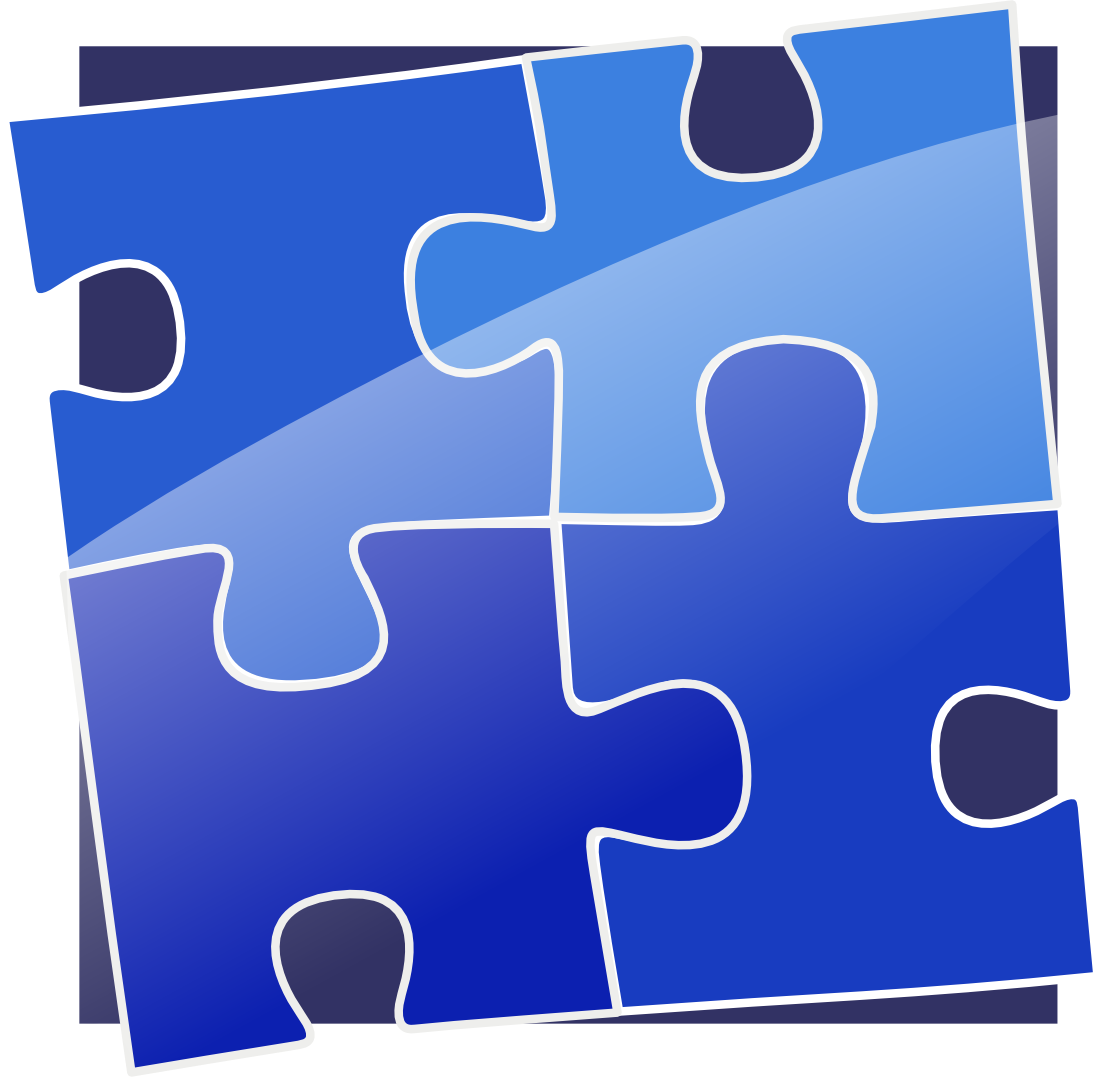

يشير مصطلح إدارة الابتكار إلى العمليات الإدارية في الابتكار. ويمكن استخدامها لتطوير كل من المُنتج والابتكار التنظيمي. فدون وجود عمليات مُلائمة، لا يمكن أن يكون البحث والتطوير (R&D) بالكفاءة اللازمة؛ لذا تتضمن إدارة الابتكار مجموعة من الأدواتِ التي تسمح بتعاون المديرين والمهندسين من أجل الوصول إلى فهم مشترك للأهداف والعمليات. وينصب محور تركيز إدارة الابتكار على السماح للمنظمة باقتناص أية فرصة سواء كانت خارجية أو داخلية، واستخدام جهودها الإبداعية لتقديم أفكار أو عمليات أو منتجات جديدة. والأهم أن إدارة الابتكار لا تقتصر على البحث والتطوير؛ حيث تتضمن الموظفين والعمال عند كل المستويات من أجل المشاركة بشكل إبداعي في تطوير منتجات الشركة وتصنيعها وتسويقها. ومن خلال الاستفادة من أدوات إدارة الابتكار المناسبة، يمكن للإدارة تحفيز ونشر القيم الإبداعية لدى قوة العمل بأكملها من أجل التطوير المستمر للشركة. ويمكن النظر إلى العملية باعتبارها تكاملاً تطوريًا بين المؤسسة والتكنولوجيا والسوق من خلال سلسلة متكررة من الأنشطة: البحث والاختيار والتنفيذ واقتناص الفرص.
قد تكون عمليات الابتكار إما تدريجية أو متسارعة أثناء التطوير. وتعتمد العملية المتسارعة على تكنولوجيا موجودة أو تم اختراعها حديثًا، بحيث يكون لدى المؤسسة إمكانية الوصول إليها، وتحاول إيجاد استعمالات مُربحة لاستخدام هذه التكنولوجيا. أما العملية التدريجية فتحاول التعرف على الجوانب التي لم يتم فيها الوفاء باحتياجات العملاء، ومن ثَم تركز جهود التطوير من أجل إيجاد حلول لتلك الاحتياجات. ولكي تنجح أي من الطريقتين، هناك حاجة إلى فهم كل من السوق والمشاكل التقنية. ومن خلال تكوين فرق تطوير متعددة الوظائف، تتضمن كلاً من المهندسين وخبراء التسويق، يمكن حل البُعدين. و مع قصر حياة المنتجات الجديدة (أو دورة حياة المنتج) بصورةٍ منتظمةٍ؛ اجبرت المنافسة المتزايدة الشركات على تقليل فترة الوقت إلى السوق. ولذلك يجب على مديري الابتكار تقليل الوقت اللازم للتطوير، دون التضحية بالجودة أو تلبية احتياجات السوق.
تشمل الأدوات المشتركة العصف الذهني والنماذج الأولية الافتراضية وإدارة دورة حياة المنتج وإدارة الأفكار ونظرية الحل الابتكاري للمشكلات (تريز) ونموذج مدخل الطور وإدارة المشروعات وتخطيط خطوط الإنتاج وإدارة حافظة المشروعات.[بحاجة لمصدر]

## قياس إدارة الابتكار
يتصل قياس الابتكار على المستوى التنظيمي بالأفراد وعمليات التقييم على مستوى الفريق والشركات الخاصة من أصغرها إلى أكبرها. ويمكن إجراء قياس الابتكار للمؤسسات باستخدام الاستبيانات لوضع أسس المقارنة المرجعية الداخلية. وهناك الآن هيئةٌ ناشئةٌ للعمل بشأن مؤشر إدارة الابتكار باعتبارها أداة تحليلية فعالة تستخدم تحليل الانحدار لتتمكن من قياس الابتكار المؤسسي الذي يركز على الدعائم التنظيمية الأربعة للابتكار، وهي الثقافة والبيئة والإستراتيجيات وممارسات الابتكار والسمات الشخصية والمعتقدات والمواقف لدى مديري الإبداع والابتكار. وبالإضافة إلى ذلك، يضع مؤشر إدارة الابتكار خطة تدفق المدخلات الإبداعية من خلال نظام تشغيل المؤسسة الذي ينتج منه ابتكارات المؤسسة، أي المُخرجات الإبداعية.‍‍

## إدارة الابتكارات المعقدة
لإدارة الابتكارات المعقدة، يتعين عليك طرح الأسئلة المناسبة
الابتكار هو التغير الذي يتفوق في الأداء على الممارسة السابقة. ولقيادة ودعم الابتكارات، يتعين على المديرين التركيز بشكلٍ كبيرٍ على شبكة الابتكار التي تتطلب فهمًا عميقًا لمدى تعقيد الابتكار. ويُعد التعاون مصدرًا هامًا للابتكار. وهناك ازدياد في معدل طرح الابتكارات في السوق عن طريق شبكات الشركات، التي تم اختيارها وفقًا لمزاياها النسبية حيث تعمل بطريقة متناسقة.
عندما تنتقل أي تكنولوجيا عبر مرحلة تحول رئيسي وتُسفر عن ابتكارٍ ناجحٍ، تصبح هذه التكنولوجيا تجربةً تعليميةً مهمة، ليس فقط للصناعة الرئيسية ولكن أيضًا لصناعاتٍ أخرى. وتُعد الابتكارات الكبيرة عمومًا نِتاج الربط الشبكي البيني والربط متعدد التخصصات بين القطاعات التكنولوجية، جنبًا إلى جنب مع دمج المعرفة الضمنية والصريحة. وهناك حاجة إلى الربط الشبكي ولكن يُعد تكامل الشبكة (الربط الشبكي للشبكات) مفتاحًا لنجاح الابتكارات المُعقّدة في عصرنا هذا حيثما تكون التقنيات المتنوعة متاحةً في أفضل حالاتها. تُعد المناطق الاقتصادية الاجتماعية وممرات التكنولوجيا واتفاقيات التجارة الحرة والتكتلات التكنولوجية بعضًا من طرق تشجيع الربط الشبكي التنظيمي والابتكارات المتبادلة بين التخصصات. ولكي نتمكن من تحقيق أرباح من الابتكار في عالمٍ سطحي، سنحتاج بالتأكيد إلى ربط شبكي مُعقَّد ووفرة من المصادر.

## الجامعات التي تقدم إدارة الابتكار والمُنتجات
تقدم جامعة النمسا العليا للعلوم التطبيقية بمبنى ويلس الجامعي  برنامج الماجستير وكذلك البكالوريوس في إدارة الابتكار والمُنتجات. ويعد هذا البرنامج واحدًا من الدورات القليلة التي تُقدَّم باللغة الإنجليزية في النمسا.